# Девтероканонске књиге
Девтероканонске књиге (грч. δευτεροκανονικὰ βιβλία) су књиге које се налазе преводу Старога Завета на грчки језик званом Септуагинта. Православна, Римокатоличка и Оријентална црква ове књиге сматрају саставним делом Библије, док их протестанти виде као апокрифе.

## Септуагинта
Сам превод Септуагинта настао је у 3. веку п. н. е. на молбу цара Птоломеја II Филаделфа, са жељом да свештене књиге буду доступне у александријској библиотеци широј јавности на грчком језику и Јеврејима у расејању који су већином заборавили хебрејски. Јеврејски народ то радо и одговорно прихвата. Првосвештеник, према предању, одређује седамдесеторицу богобојажљивих и мудрих преводилаца, који тада по први пут својим преводом Библију чине достпупном целом свету.
Постоје разна детаљна предања о симболичном броју дана за које је Писмо преведено; затим пореклу, племству и светости преводилаца; строгости система превођења; потпуном међусобном поклапању превода; као и верским и хигијенским обредима који су при превођењу вршени. Нема довољно историјских извора да би наука испитала наведене тврдње, али је вероватно да су имале за циљ да истакну ауторитативни карактер самог превода.
Научно обележје за Септуагинту је LXX (римски број 70). Тај збир библијских књига назива се још и александријски канон.
Постоји још и јеврејски или палестински канон који је тачно усаглашен тек у 3. веку после Христа. Јевреји из њега искључују данашње девтероканонске књиге. Поред тога што међу хришћанима има врло заступљеног мишљења да је то била једна од реакција на успон Хришћанства, постоји и друго гледиште. Јевреји те књиге и даље сматрају светима иако нису у канону, те такође да су фарисеји прибегавали ригоризму и све књиге са „спорним детаљима“ искључили из канона како не би могле бити предмет расправа.

## Нови Завет и рано хришћанство
У апостолским списима Новог Завета се несумњиво користе цитати Септуагинте, што се види како према језичком стилу, тако и према неким подацима различитим од података познијег јеврејског канона.
Од девтероканонских књига, Исус у Беседи на гори наводи, иако и без навода, речи из књиге Товита (види Тов. 4:15 и Мт. 7:12 и Лк. 6:31; Тов. 4:16 са Лк. 14:13), из књиге Исуса сина Сираховог (види 28:2 и Мт. 6:14 и Мк. 2:25), из књиге Премудрости Соломонових (види 3:7 са Мт. 13:43). Апостол Јован у Откровењу узима и речи и слике из књиге Товита (види Отк. 21:1, 11:24 са Тов. 13:11-18). Код апостола Павла у Посланици Римљанима (1:21) и Коринћанима (1 Кор. 1:20-27; 11:7-8), Тимотеју (1 Тим. 1:15) постоје речи из књиге пророка Варуха. Код апостола Јакова има јако много заједничких израза са књигом Исуса сина Сираховог. Посланица Јеврејима светог апостола Павла и књига Премудрости Соломонових су толико блиске једна другој да су их неки критичари сматрали делом једног истог аутора.
У раној цркви, многи светитељи и теолози уважавају и цитирају девтероканонске књиге. Неки од њих су Јован Златоусти, Кирил Александријски, Григорије Ниски, Јован Дамаскин, као и нпр. на западу Климент Римски, Блажени Августин и други.
На Васељенским Саборима од 3. до 7. века, коначно се потврђује јединствени хришћански канон тзв. шири канон.
Већина савремених протестаната користи јеврејски канон уместо канона ране цркве, а девтероканонске књиге сматра апокрифима.

## Списак девтероканонских књига и проширења
Једанаест књига:
- Друга књига Јездрина
- Трећа књига Јездрина
- Књига о Товиту
- Књига о Јудити
- Премудрости Соломонове
- Премудрости Исуса сина Сирахова
- Посланица Јеремијина
- Књига пророка Варуха
- Прва књига Макавејска
- Друга књига Макавејска
- Трећа књига Макавејска

На крају грчке Библије, обично се штампа и Четврта књига Макавејска, али не као канонска књига већ као древна поучна.
Четири проширења:
- Молитва Манасије цара јудејског (на крају Друге књиге дневника)
- Проширено 6 глава у Књизи о Јестири
- 151. псалам (на крају Псалтира)
- Проширена 3. глава, додата 13. и 14. глава у Књизи пророка Данила

Већина поменутих књига активно се употребљава у богослужењима Православне цркве од најранијих времена, најчешће као паримије на вечерњој служби. У те сврхе највише се употребљава књига Премудрости Соломонове, док се и из ње и из свих осталих књига узима православно учење, богослужбени текстови и певања.
Међу осталим поменутим црквама има незнатне разлике међу књигама или обележавању стихова. Тако Етиопска црква некад садржи и Књигу Енохову, док Римска црква нема Трећу књигу Макавејску и издвојени псалам.

## Новозаветни девтероканон
Будући да се на саборима опрезно испитивало и расправљало, ни књиге Новог Завета такође нису све прихваћене из првог разматрања. Следеће књиге су, попут старозаветних, нешто касније придодате новозаветном канону. Има их чак седам:
- Посланица апостола Павла Јеврејима
- Посланица апостола Јакова
- Друга посланица апостола Петра
- Друга посланица апостола Јована
- Трећа посланица апостола Јована
- Посланица апостола Јуде Јаковљевог
- Откривење Јована богослова

## Савремени српски преводи
Док православна руска, грчка, бугарска, румунска, македонска и црквенословенска Библија имају по 77 књига, на српском говорном подручју и даље преовлађује у употреби Даничић-Караџић превод из 1865. године, који има 66 књига. Ђуро Даничић, који је преводио Стари Завет за потребе протестантских организација из Немачке, превео је само књиге ужег канона. Иако га највише употребљава, Српска православна црква никад није званично одобрила тај превод.
Прво издање на српском благословено од Синода СПЦ изашло је 2011. године. Састојало се од Старог Завета Ђуре Даничића, девтероканонских књига преведених од епископа Атанасија Јевтића и Амфилохија Радовића и Новог Завета преведеног од стране Комисије Синода. У међувремену је из штампе изашло још неколико издања уз напомену да се непрестано усклађују и усавршавају језички стилови, те поправљају најситнији пропусти.